# Conflits d'intérêts sur Wikipédia
Les conflits d'intérêts lors de l'édition de Wikipédia surviennent lorsque des contributions sont faites pour mettre en avant des intérêts personnels (politiques, économiques, professionnels...) plutôt que ceux de ce projet d'encyclopédie. Plusieurs organisations et individus ont tenté de modifier ainsi des articles du site. En conséquence, le projet s'est doté de plusieurs règles visant à contrer ce biais et à maintenir la neutralité de point de vue.
En juin 2014, onze grandes firmes de relations publiques (RP) ont signé une déclaration où elles s'engagent à respecter les politiques de Wikipédia concernant les conflits d'intérêts. La déclaration prend acte que ces firmes n'ont pas toujours agi ainsi dans le passé et qu'elles ont modifié les pages concernant leurs clients pour retirer de l'information négative à leur endroit.

## Wikipédia anglophone
Parmi les controverses sur Wikipédia en anglais qui ont obtenu une certaine attention médiatique, on peut souligner l'édition de Wikipédia par le personnel du Congrès des États-Unis (en) à propos de membres du Congrès des États-Unis en 2006,,,,,,,, une offre monétaire de la part de Microsoft à un ingénieur logiciel afin que ce dernier contribue sur deux articles de code standards concurrents en 2007, l'entreprise britannique de relation publique Bell Pottinger, qui a modifié des articles liés à ses clients en 2011, le retrait de critiques de l'article concernant le premier ministre britannique ainsi que de personnalités politiques canadiennes. Les médias ont également soulignés des cas de conflits d'intérêts sur Wikipédia par la Central Intelligence Agency, Diebold, Portland Communications (en), Sony, du Saint-Siège et plusieurs autres.
L'industrie des RP et la communauté de Wikipédia en anglais ont toutes deux réagi à ces incidents. Elles ont notamment créé le groupe Facebook Corporate Representatives for Ethical Wikipedia Engagement (en) afin de travailler ensemble sur les enjeux liés à la problématique. La Public Relations Society of America a demandé plus de souplesse concernant les contributions faites par des professionnels des RP, alors que la Chartered Institute of Public Relations (en) soutient une approche collaborative prudente. L'International Association of Business Communicators (en) a présenté plusieurs points de vue sur le sujet. Quant à la communauté de Wikipédia en anglais, elle a créé les projets WikiProject Cooperation et WikiProject Integrity afin de traiter les problèmes engendrés par les conflits d'intérêts sur leur projet.

### Jimmy Wales

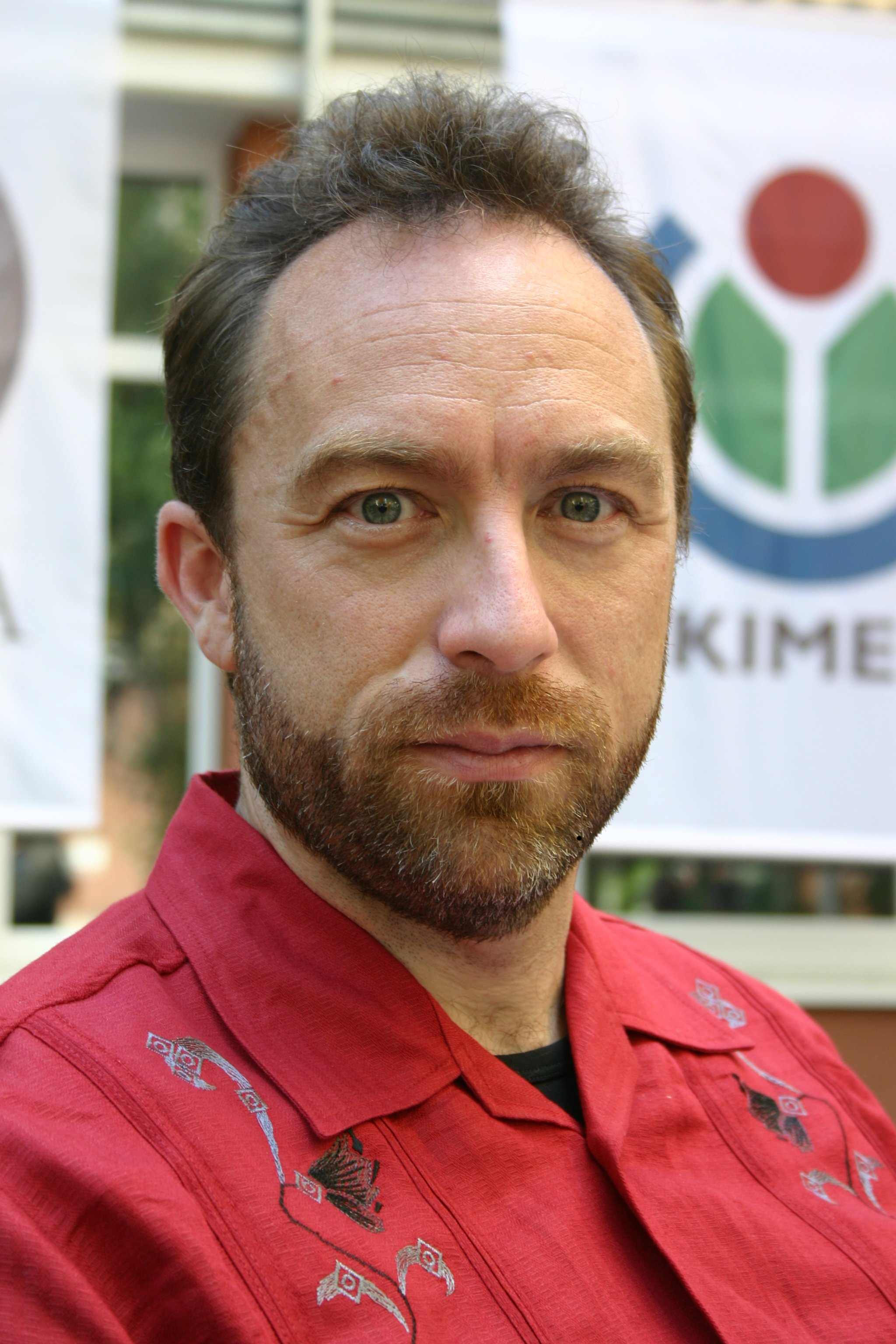
En 2005, Jimmy Wales a enlevé les mentions de « pornographie » sur l'article de son ancienne compagnie Bomis.

En décembre 2005, le cofondateur de Wikipédia Jimmy Wales modifie l'article le concernant. En septembre 2013, il avait contribué un total de 19 fois à sa biographie, dont sept fois où il changeait l'information concernant l'autre cofondateur du projet Larry Sanger.
Wales a également modifié l'article de son ancienne compagnie Bomis. Une section du site web de la compagnie, Bomis Babes, était caractérisée comme étant une section de soft-core pornography. Wales a changé l'expression par adult content section et a supprimé les mentions de pornographie. Il s'est justifié en affirmant qu'il corrigeait une erreur et qu'il était en désaccord avec le qualificatif soft porn.

### MyWikiBiz
En août 2006, le chercheur de Pennsylvanie Gregory Kohs fonde MyWikiBiz, une compagnie offrant d'écrire des entrées sur Wikipédia pour le milieu des affaires et ce, à peu de frais. En janvier 2007, Kohs affirme que la couverture par Wikipédia des principales entreprises est déficiente, soulignant qu'« il est étrange qu'un personnage mineur des Pokémon aura un article de 1 200 mots alors qu'une compagnie du Fortune 500 aura peut-être... 100 mots. »
Quelques jours après la publication d'un communiqué de presse à propos de sa compagnie, le compte utilisateur de Kohs est bloqué. Plus tard, Kohs rappelle une conversation téléphonique avec Jimmy Wales, qui lui a dit que MyWikiBiz était « antithétique » avec la mission de l'encyclopédie. Le chercheur affirme qu'il a été surpris que l'on décourage les agences de RP de contribuer. « Il y a à peu près 130 compagnies du Fortune 1000 qui n'ont pas d'article sur Wikipédia... pourquoi ne pourraient-elles pas bénéficier d'un peu d'aide en RP, ? »

## Commons et Wikipédia

### The North Face

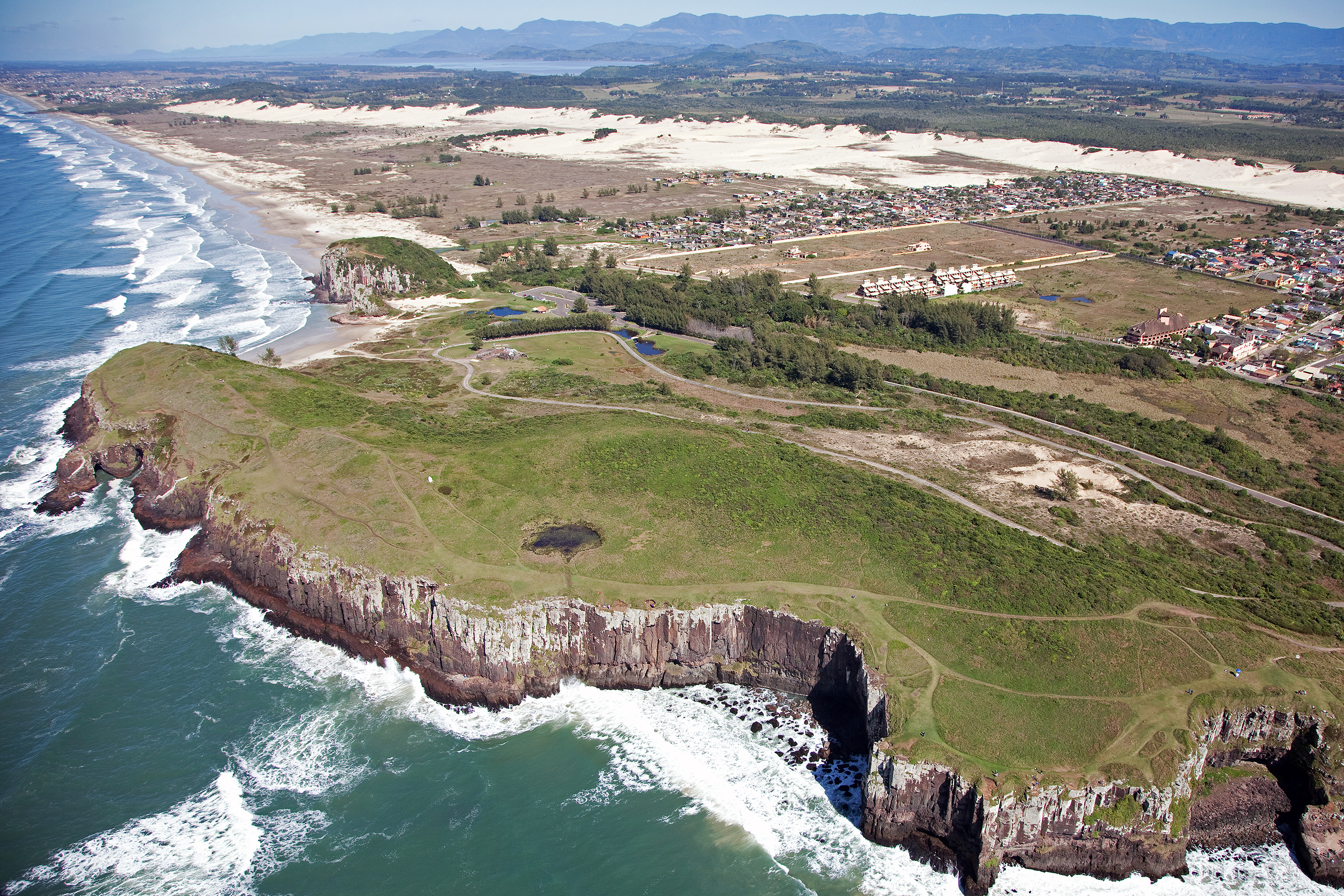
L'article anglophone ' est un des articles touchés. L'image originale a été brièvement remplacée par une autre représentant un homme portant une veste de la marque.

En mai 2019, le fabricant d'articles de montagne The North Face a révélé que l'agence de publicité Leo Burnett Tailor Made agissant pour lui avait remplacé des images de destinations outdoor par des photos contenant des équipements de la marque, dans le but de les faire figurer dans les premières réponses Google,. Dans la vidéo produite par l'agence afin de révéler ce coup, The North Face parle trompeusement de « collaboration » avec Wikipedia (à 1 min 35 s). La Fondation Wikimedia a condamné ce coup médiatique dans un communiqué de presse indiquant (en anglais) que « quand The North Face exploite la confiance que vous placez dans Wikipédia pour vendre plus d'habits, vous devriez être en colère. L'ajout de contenu visant seulement la promotion commerciale est en contradiction directe avec les règles, le but et la mission de Wikipédia ». La méthode utilisée a permis de toucher toutes les versions linguistiques de Wikipédia qui utilisaient les mêmes images, présentes sur Commons, et pas seulement la Wikipédia anglophone. Certaines images (dont les droits ont été cédés) ont pu être recadrées pour faire disparaître le logo de la marque.

## Wikipédia francophone

### « Affaire » de la station militaire de Pierre-sur-Haute

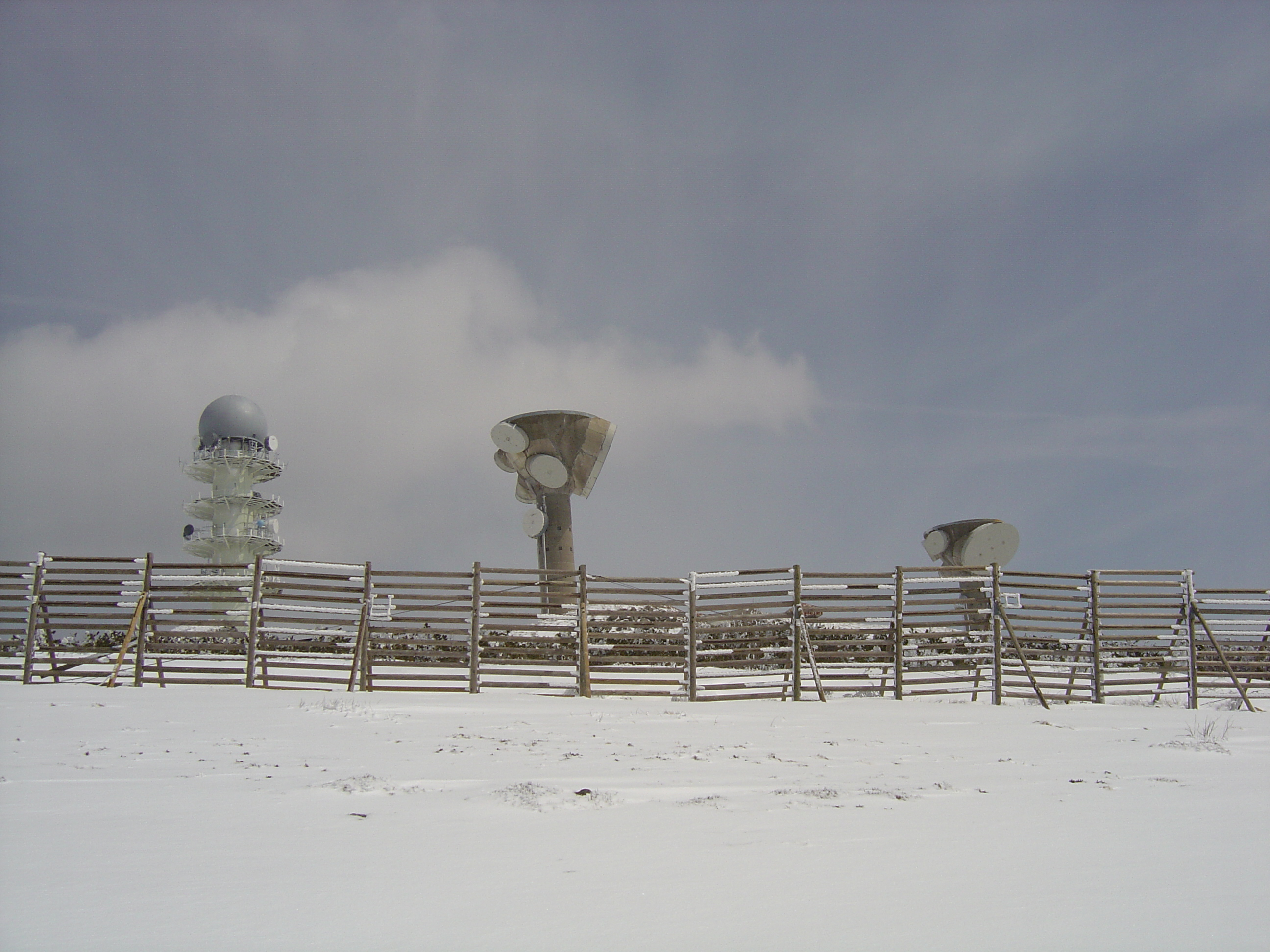
Antennes militaires de Pierre-sur-Haute.

En mars 2013, la DCRI demande la suppression de l'article consacré à la station hertzienne militaire de Pierre-sur-Haute, au motif que cet article contiendrait des informations classifiées dont la diffusion serait dangereuse pour la France. Contactée aux États-Unis, la Fondation Wikimedia demande à la DCRI de lui préciser quelles parties de l'article lui posent problème. La DCRI ne donne aucune précision, et insiste pour la suppression pure et simple de l'article, ce que la Fondation Wikimedia refuse. Le 4 avril 2013, des policiers de la DCRI convoquent le président de l'association Wikimédia France, qui est aussi, à ce moment, administrateur de Wikipédia en français. Ils le menacent d'une garde à vue et de poursuites judiciaires, et ainsi obtiennent de lui la suppression de l'article,,. L'article est bientot remis en place par un administrateur résident en Suisse et hors de la juridiction française. Au contraire du but apparemment recherché, la forte médiatisation de l'affaire aboutit à une large diffusion du contenu de la page, ce qui est appelé effet Streisand.

## Outils de gestion des conflits d'intérêts

### WikiScanner
WikiScanner est un outil informatique qui permet d'interroger une base de données publique faisant le lien entre des millions de modifications anonymes sur Wikipédia et des organisations susceptibles d’être à l’origine de ces modifications. Le véritable auteur est déterminé grâce à la propriété des adresses IP. Cet outil a été mis au point par Virgil Griffith, un hacker américain.

### Twitter
Des comptes Twitter ont été spécialement créés afin de pouvoir recenser automatiquement les modifications réalisées par des ordinateurs provenant de différentes instances gouvernementales.